# Germar Müller
Germar Müller (* 26. August 1929 in Zittau; † 25. Juli 2019 in Dresden) war deutscher Elektroingenieur.  Von 1966 bis 1977 hatte er die Professur für den Lehrstuhl Elektromechanische Energiewandlung an der TH Ilmenau inne. Von 1987 bis zu seiner Pensionierung 1996 war er Inhaber des Lehrstuhls für Elektrische Maschinen an der TU Dresden. Außerdem war Müller als Autor für Fachliteratur im Bereich der elektrischen Maschinen und Automatisierungstechnik tätig.

## Leben
Nach seiner Ausbildung zum Elektromaschinenbauer begann er 1950 das Studium der Elektrotechnik an der TH Dresden. Am Institut für Elektrische Maschinen und Antriebe war Müller danach als wissenschaftlicher Assistent oder Oberassistent tätig. 1959 wurde er dort promoviert. 1961 wechselte er in die Industrie zum Sachsenwerk Dresden. Dort war Müller als wissenschaftlicher Mitarbeiter unter dem Chefkonstrukteur des Sachsenwerks tätig. Während dieser Zeit wurde er habilitiert und war als Dozent tätig. Dieser Zeit schloss sich eine Lehrtätigkeit von 1966 bis 1977 an der TH Ilmenau an. Er hatte dort die Professur für Elektromechanische Energiewandlung inne. Nach dieser Lehrtätigkeit wechselte Müller erneut in die Industrie. Er war bis 1987 als Forschungsdirektor im Kombinat Elektromaschinenbau beschäftigt. 1987 wurde Müller zum ordentlichen Professor an die TU Dresden berufen. Er leitete von da an bis zu seiner Pensionierung 1996 den Lehrstuhl für Elektrische Maschinen. Nach seiner Pensionierung arbeitete Müller weiterhin in der Forschung an Drittmittelprojekten und entwickelte Berechnungsprogramme für elektrische Maschinen.

## Veröffentlichungen (Auswahl)
- Müller, Germar; Ponick, Bernd: Grundlagen elektrischer Maschinen. Hrsg.: Wiley-VCH. ISBN 3-527-40524-0.
- Müller, Germar; Ponick, Bernd: Theorie elektrischer Maschinen. Hrsg.: Wiley-VCH. ISBN 978-3-527-40526-8.
- Müller, Germar; Vogt, Karl; Ponick, Bernd: Berechnung elektrischer Maschinen. Hrsg.: Wiley-VCH. ISBN 978-3-527-40525-1.